# MEDICA
MEDICA — міжнародна виставка та всесвітній конгрес з медицини, що проводиться у м. Дюссельдорфі (Німеччина). Перша виставка відбулася у 1969 році. Організовуєються щороку компанією Messe Düsseldorf у листопаді місяці. На виставці демонструються новітні медичні технології, інструменти, технології лабораторних досліджень і діагностики, лікарняне обладнання, досягнення фармацевтики й інші товари сфери охорони здоров'я. У 2013 році виставку відвідало близько 132 000 чоловік із 120 країн світу. У 2013 році продукція була представлена 4 618 експонентами, чиї стенди розташувалися на 116 000м² виставкової площі.
У рамках виставки організована широка наукова і ділова програма, що включає низку спеціалізованих заходів, серед яких: проведення технічних семінарів, конференцій, презентацій компаній.
Експонована продукція
- медичне і лабораторне обладнання
- обладання для стаціонарного та амбулаторного лікування
- медичні інструменти, лікувальні препарати і медикаменти
- ортопедичне і реабілітаційне обладнання, спеціальні товари для лікарень і персоналу
- засоби дезинфекції і ощищення
- медичний одяг
- інформаційне і комунікаційне обладнання
- кухні для лікарень
- спеціалізована література.